# العائد على حقوق المساهمين

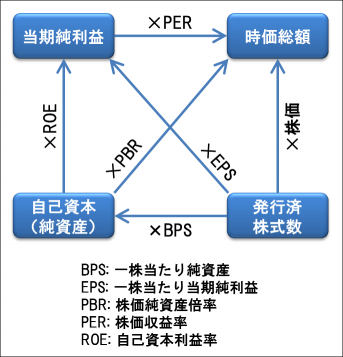

العائد على حقوق المساهمين (، والعائد العام على متوسط حقوق المساهمين ، والعائد على القيمة الصافية، والعائد على حقوق المساهمين العاديين أموال) يقيس معدل العائد على الملكية (حقوق المساهمين) من أصحاب الأسهم العادية. يقيس كفاءة الشركة في توليد الأرباح من كل وحدة من حقوق المساهمين (المعروف أيضا باسم صافي الموجودات أو الأصول ناقصاً الخصوم). العائد على حقوق المساهمين يبين مدى نجاح الشركة في استخدام صناديق الاستثمار لتوليد نمو الارباح.

## الصيغة
{\displaystyle \mathrm {ROE} ={\frac {\mbox{Net Income after tax}}{\mbox{Shareholder Equity}}}} 
العائد على حقوق المساهمين يساوي صافي الدخل في السنة المالية (بعد توزيع أرباح الأسهم الممتازة ، قبل أرباح الأسهم العادية)، مقسوماً على مجموع حقوق المساهمين (باستثناء الأسهم الممتازة)، معبراً عنه بنسبة مئوية.

## الاستخدام
يستخدم هذا المؤشر خاصة لمقارنة أداء الشركات في نفس الصناعة. كما الحال مع العائد على رأس المال، يعتبر العائد على حقوق المساهمين مقياساً لقدرة الإدارة على توليد الدخل من الأسهم المتاحة لها. و يعتبر عائد يتراوح بين 15-20% جيدا بشكل عام.
كما يعتبر العائد على حقوق المساهمين أيضا عامل في تقييم الأسهم، بالاشتراك مع غيرها من النسب المالية. وبصفة عامة، تتأثر أسعار الأسهم بأرباح السهم (EPS)، حيث أن الأوراق المالية للشركة بعائد 20% عموما يكلف ضعف عائد ب 10 ٪.

## العائد على الاستثمار و النمو المستدام
يستفاد من انخفاض عائد حقوق المساهمين في إعادة استثمار الأرباح للمساعدة في نمو الشركة. أيضا يمكن أن تأتي الفائدة كعائد على الأسهم العادية أو كمزيج من أرباح وإعادة استثمارها في الشركة. و يكون عائد الاستثمار أقل أهمية إذا كان لا يتم استثمار الأرباح.
- يظهر نموذج نموذج النمو المستدام أنه عندما توزع الشركات الأرباح، فإن ذلك يخفض نمو العائدات. فعند صرف أرباح بقدر 20%، فإن النمو المتوقع سيكون فقط 80 ٪ من معدل العائد على الاستثمار.
- إن معدل النمو سيكون أقل إذا تم استخدام الأرباح لإعادة شراء أسهم مرة أخرى. عند شراء الأسهم بسعر مضاعف للقيمة الدفترية (العامل x مرات القيمة الدفترية)، سيتم خفض عوائد الأرباح الإضافية بهذا العامل نفسه (العائد/عدد المرات).
- الإستثمارات الجديدة قد لا تكون مربحة كالأعمال القائمة. اسأل "ما ذا تعمل الشركة بأرباحها؟"
- يتم احتساب العائد على الاستثمار من وجهة نظر الشركة، على الشركة ككل. حيث يتم عمل الكثير من المعالجات المالية مع إصدارات أسهم جديدة أو إعادة شرائها، بينما يقوم المستثمر بحسابات مختلفة 'بالسهم' (قيمة الأرباح لكل سهم/القيمة الدفترية للسهم الواحد).

## صيغة دوبونت
صيغة دوبونت، المعروفة أيضا باسم النموذج للربح الاستراتيجي، هو وسيلة مشتركة لكسر العائد على حقوق المساهمين إلى ثلاثة عناصر هامة. أساسا، فإن العائد على حقوق المساهمين يساوي هامش صافي مضروبا دوران الموجودات مضروبا النفوذ المالي. عودة التقسيم على حقوق المساهمين إلى ثلاثة أجزاء، وهذا يجعل من الأسهل لفهم التغيرات في العائد على حقوق المساهمين مع مرور الوقت. على سبيل المثال، إذا كانت الزيادات في الهامش الصافي، في كل عملية بيع يجلب المزيد من المال، مما أدى إلى ارتفاع العائد على حقوق المساهمين الإجمالية. وبالمثل، إذا كانت الموجودات زيادة دوران، ويولد المزيد من مبيعات الشركة من أجل كل وحدة من الأصول التي تملكها، ومرة أخرى مما أدى إلى ارتفاع العائد على حقوق المساهمين الإجمالية. أخيرا، وزيادة الفعالية المالية يعني أن الشركة تستخدم أكثر الديون بالنسبة لتمويل تمويل الأسهم. مدفوعات الفوائد على الدائنين هي معفاة من الضرائب، ولكن دفع أرباح للمساهمين ليسوا كذلك. وبالتالي، ارتفاع نسبة الديون في هيكل رأس مال الشركة يؤدي إلى ارتفاع العائد على حقوق المساهمين. الاستحقاقات المالية تقلل من مخاطر التخلف عن زيادة مدفوعات الفائدة. حتى إذا كانت الشركة تأخذ على الدين أكثر من اللازم، وتكلفة ارتفاع الديون والدائنين الطلب بعلاوة مخاطر أكبر، وانخفاض العائد على حقوق المساهمين. زيادة الديون وسوف يسهم إسهاما إيجابيا على الشركة إلا إذا كان العائد على حقوق المساهمين في الشركة العائد على الموجودات (المكتب الإقليمي) يفوق معدل الفائدة على الديون.
{\displaystyle \mathrm {ROE} ={\frac {\mbox{Net income}}{\mbox{Sales}}}\times {\frac {\mbox{Sales}}{\mbox{Total Assets}}}\times {\frac {\mbox{Total Assets}}{\mbox{Average stockholder equity}}}}

## وانظر أيضا
- قائمة الأعمال التجارية والمالية المختصرات

## وصلات خارجية
- السنوي نسبة التعاريف

قالب:Stock market